# Сюй Хэн
Сюй Хэн (кит. 许衡) по прозванию Чжунпин (кит. 仲平), также его называли «господин Лучжай» (кит. 鲁斋先生), (1209, Хэнэй (современный Биян провинции Хэнань) — 1281) — философ-неоконфуцианец, последователь и пропагандист учения школы Чэн-Чжу, учитель Яо Куана и Доу Мо.
Служил по Ведомству просвещения. Когда на престол взошёл Хубилай, Сюй Хэн вместе с Лю Бинчжуном участвовал в разработке дворцового этикета. Преподнёс Хубилаю доклад «Своевременные речи о пяти делах», в котором заявлял о «необходимости осуществления законов династии Хань».
Сочинения Сюй Хэна сведены в сборник «Лучжай и шу» («Наследие Лучжая»).